# Lamprosema melaprocta
Lamprosema melaprocta là một loài bướm đêm trong họ Crambidae.